# Romed Wyder
Romed Wyder (* 1967 in Brig) ist ein Schweizer Filmemacher.

## Leben
1995 schloss er die Filmabteilung der Haute école d’art et design de Genève (HEAD) mit einem Diplom ab. Er wurde aktives Mitglied des Cinéma Spoutnik und gründete 1993 mit fünf Filmemachern Laika Films. Romed entwickelte ein FAZ-System und einen Online Widget Generator. Er gründete 2003 Paradigma Films SA. Während zwölf Jahren war er Mitglied der Eidgenössischen Filmkommission und zwischen 2005 und 2008 Präsident des Verbands Filmregie und Drehbuch Schweiz Swiss Filmmakers Association und ist derzeit Mitglied des Stiftungsrats von Swiss Films und des Vorstands der Schweizer Filmakademie. Er arbeitet seit 1990 als Regisseur, Produzent und Drehbuchautor.
Wyder lebt seit 1989 in Genf.

## Filmographie
Regie, Drehbuch und Produktion:
- 1993: November am Meer (Kurzfilm)
- 1996: Squatters (Dokumentarfilm)
- 1996: Excursion (Kurzfilm)
- 1997: Écran d’argile (Dokumentarfilm)
- 2018: Und es ward Israel... (Et Israël fut...) (Dokumentarfilm)
- 2022: Eine flüchtige Begegnung (Une histoire provisoire) (Spielfilm)[5]

Regie und Produktion:
- 1999: Pas de café, pas de télé, pas de sexe.[6]
- 2004: Lücke im System (Absolut)[7][8]
- 2014: Dawn

Produktion:
- 2007: Ménagerie intérieure (Kurzfilm) von Nadège de Benoit-Luthy
- 2025: Laterna Magica (Dokufiktion) von Séverine Barde[9]